# Rendering Ranger: R2
Rendering Ranger: R2 est un jeu vidéo d'action alternant phase de type run and gun et phase de shoot them up. Il est développé par Rainbow Arts et édité par la société Virgin Interactive sur Super Famicom en 1995.
Le jeu a failli ne jamais sortir par suite de l'annulation de l'éditeur originel, Softgold, qui a déclaré que le titre ne serait pas rentable en 1995. Finalement, une filiale de Virgin Interactive a publié 5 000 exemplaires uniquement au Japon.